# Latvijas Mobilais Telefons
Latvijas Mobilais Telefons (Letlands Mobiltelefon), forkortet LMT, er en lettisk mobiltelefonoperatør. Virksomheden grundlagdes i 1992, og er den første mobiltelefonoperatør i landet. LMT har mere end én million kunder, og ansås i 2010 for den fjerdemest værdifulde virksomhed i Letland. LMT ejes til 51% af tre statsligt styrede lettiske virksomheder, og til 49% af den nordiske virksomhed indenfor telekommunikation TeliaSonera.